# No One Like You
«No One Like You»(укр. «Такої як ти немає») — пісня німецького рок-гурту Scorpions. Вона була написана учасниками гурту Рудольфом Шенкером (гітара) і Клаусом Майне (вокал) і випущена як сингл із восьмого студійного альбому гурту Blackout (1982).

## Історія
Пісня «No One Like You» вперше з'явилася в альбомі Blackout (1982). Це був один із трьох хіт-синглів із запису.
У Сан-Франциско на пісню було знято кліп. На ньому зображено острів Алькатрас та Клаус Мейна, якого засуджено до смертної кари.
Трек спочатку був написаний німецькою мовою, і у процесі перекладу зміст пісні значно змінився. 

## Відгуки
Пісня досягла 65 місця в Billboard Hot 100. Вона також посіла перше місце в US Billboard Rock Tracks. Трек посів 49 місце в Канаді.

## Позиції в чартах
| Чарти(1982)                  | Найвища позиція |
| ---------------------------- | --------------- |
| Canada RPM Top Singles       | 49              |
| UK                           | 64              |
| US Billboard Hot 100         | 65              |
| US Billboard Mainstream Rock | 1               |

## Учасники запису
- Клаус Майне — вокал
- Рудольф Шенкер — ритм-гітара
- Матіас Джабс — соло-гітара
- Френсіс Бухгольц — бас-гітара
- Герман Раребелл — ударні
- Дітер Діркс — продюсер